# JSX (rappeur)
Pour les articles homonymes, voir JSX.
JSX est un rappeur et chanteur français d'origine franco-sénégalo-ivoirienne, né à Aubervilliers.

## Biographie

### Enfance
JSX naît à Aubervilliers en Seine-Saint-Denis,, il grandit dans le quartier des 4 chemins à Pantin.

### Début avec Grizily Gang
ll a commencé la musique très tôt en tant qu'artiste musical. En 2010, il rejoint le groupe Grizily Gang. Il sort ensuite une série de clips intitulée Drug Dealer et attire l'attention de Booba qui le signe sur son nouveau label Piraterie Music,, JSX est devenu le premier artiste à être signé sur le label. 

### Pompeii et Mona Lisa (2020-21)
En décembre 2020, il a sorti Pompeii avec Booba. Il apparait aussi en featuring sur le titre Mona Lisa en 2021 atteignant la première place du classement des singles français et également certifié single de diamant par la SNEP.

## Discographie

### Titres

#### En tant qu'artiste principal
| Année | Titre               | Classement | Album |
| Année | Titre               | FR         | Album |
| ----- | ------------------- | ---------- | ----- |
| 2020  | Pompéi (avec Booba) | 8          |       |
| 2021  | Papel               | 167        |       |
| 2021  | GTA (avec Booba)    | 20         |       |

#### En collaboration
| Année | Titre                      | Classement | Classement   | Classement | Album                |
| Année | Titre                      | FR         | BEL Wallonie | SWI        | Album                |
| ----- | -------------------------- | ---------- | ------------ | ---------- | -------------------- |
| 2021  | Mona Lisa (Booba avec JSX) | 1          | 2            | 7          | Album de Booba Ultra |